# Turó de l'Oriola
El Turó de l'Oriola és una muntanya de 427 metres que es troba al municipi de Sant Vicenç de Montalt, a la comarca del Maresme.